# Еркингер фон Рехберг
Еркингер фон Рехберг (на немски: Erkinger von Rechberg, zu Ravenstein und Scharfenberg; † 12 ноември 1527/12 февруари 1525) от благородническия швабски род Рехберг, е каноник в Елванген (1499 – 1500) и господар на Равенщайн и Шарфенберг (в Донцдорф) в Баден-Вюртемберг.

## Произход
Той е вторият син на Йохан I фон Рехберг († 1497/1499), господар на Равенщайн и Шарфенберг, и съпругата му Маргарета фон Тройхтлинген († сл. 1490). Брат е на Хуго фон Рехберг († 1505), Цимпрехт фон Рехберг († 1514), женен за Анна фон Хаузен, и на Албрехт фон Рехберг († 1501).
Първият клон Рехберг цу Шарфенберг на фамилията му изчезва през 1547 г. със синът му Георг фон Рехберг цу Шарфенберг († 30 ноември 1547). През 1549 г. се основава 2. клон Рехберг цу Шарфенберг чрез дъщеря му Маргарета Анна фон Рехберг († 9 март 1572), омъжена март 1536 г. за братовчед ѝ Йохан III фон Рехберг (Ханс) цу Илерайхен († 1574).

## Фамилия
Еркингер фон Рехберг се жени за Доротея фон Хюрнхайм († 15 октомври 1529), дъщеря на Улрих фон Хюрнхайм и Анна фон Ахолфинген. Те имат четири деца:
- Ханс фон Рехберг цу Шарфенберг († 8 октомври 1549)
- Георг фон Рехберг цу Равенщайн-Шарфенберг († 30 ноември 1547), женен за Кунигунда фон Фрайберг († 8 юни 1550), дъщеря на Лудвиг фон Фрайберг цу Нойенщайслинген и Йохана фон Фрайберг цу Йопфинген
- Маргарета Анна фон Рехберг († 9 март 1572), омъжена на 8 март 1536 г. за братовчед и Йохан III фон Рехберг (Ханс) цу Илерайхен († 1574), внук на Гауденц фон Рехберг († 1460) и син на Албрехт фон Рехберг-Илерайхен († 1510) и Мая Гюс фон Гюсенберг († сл. март 1521)
- Хауг фон Рехберг († 1532 ?)